# Jazz fuzija
Jazz fuzija (eng. Jazz fusion), jazz rock ili fuzija glazbeni je žanr iz 1960-ih koji ujedinjuje jazz improvizaciju sa zvukom električne gitare i čvrstim ritmom rocka.
Krajem 1960-ih, jazz glazbenici su počeli miješati jazz oblike i improvizacijske tehnike s električnim rock instrumentima i nježnim ritmom i bluesom. Isto tako, rockeri su počeli uvoditi jazz u svoju glazbu. Jazz rock bio je najpopularniji tijekom 1970-ih, iako je i danas dobro zastupljen. 
Fusion je obično instrumentalan (tj. Bez vokala), koristi neobične taktovne moduse, ritmičke obrasce i pjesme s puno improvizacije. Mnogi glazbenici jazz fusiona vrhunski su virtuozi.

## Predstavnici
- Weather Report
- Colosseum
- Chicago
- Frank Zappa
- Miles Davis
- Return to Forever
- Focus
- Stanley Clarke
- Herbie Hancock
- Chick Corea
- Al Di Meola
- Lee Ritenour
- Jaco Pastorius